# Quintanilla de Onésimo
Quintanilla de Onésimo est une commune de la province de Valladolid dans la communauté autonome de Castille-et-León en Espagne.

## Économie
Cette localité est vinicole, et fait partie de l'AOC Ribera del Duero.

## Histoire
En 2020, malgré la loi sur la mémoire historique, Quintanilla de Onésimo est l'une des six dernières communes à ne pas avoir changé son nom pour effacer tout lien avec le franquisme. Les autres communes sont Alberche del Caudillo (Toledo), Villafranco del Guadiana (Badajoz), San Leonardo de Yagüe (Soria), Villafranco del Guadalhorce (Malaga) et Guadiana del Caudillo (Badajoz).

## Sites et patrimoine
Les édifices les plus caractéristiques de la commune sont :
- Église paroissiale Saint-Émilien (es) (San Millán) en hommage à Émilien de la Cogolla.
- Chapelle San Roque.

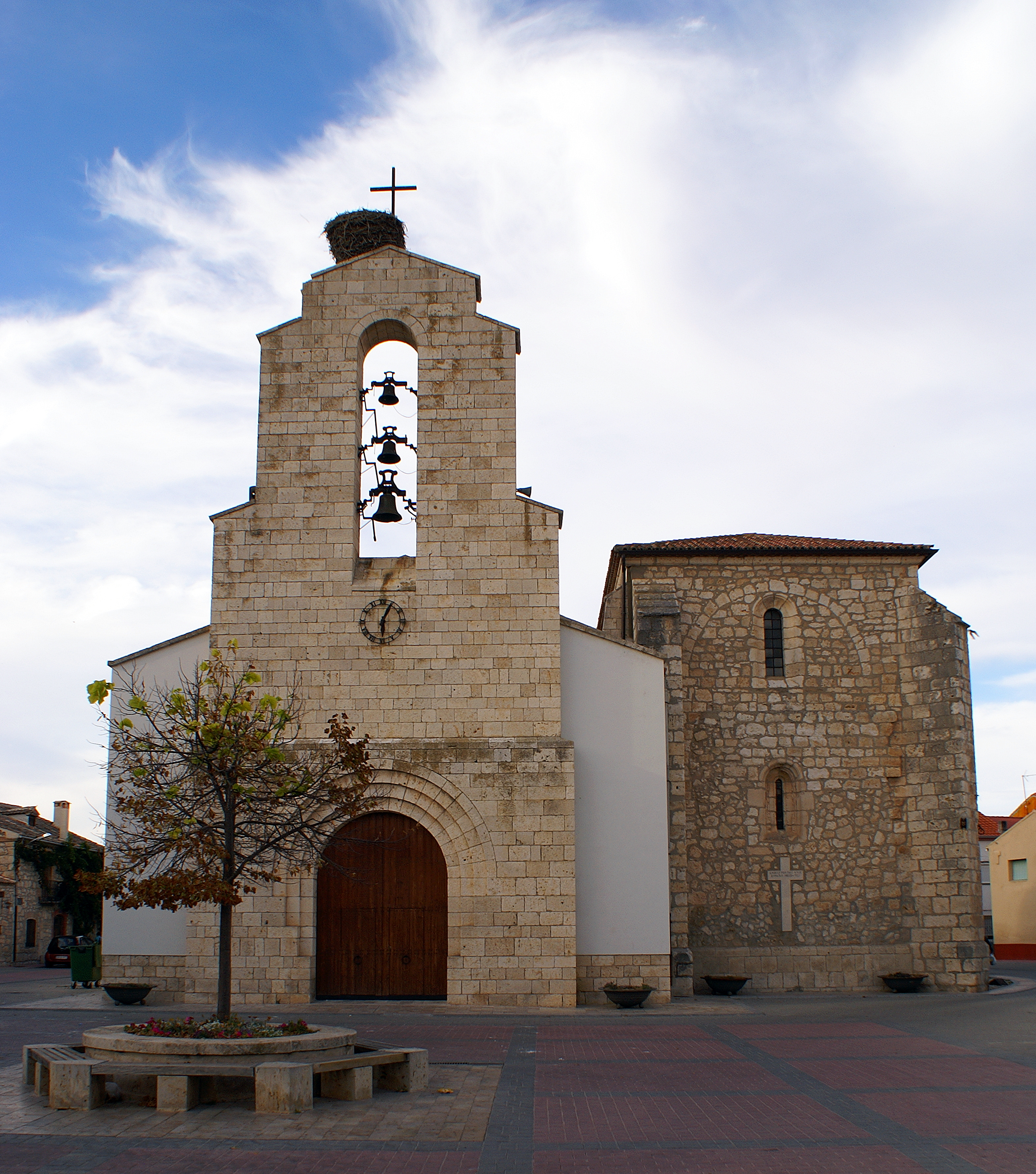
Église Saint-Émilien.